# Othoni
Othoni (griechisch Οθωνοί [ɔθɔˈni] (f. pl.)) ist mit einer Fläche von etwa 10 km² die größte der Diapontischen oder Othonischen Inseln.

## Verwaltungsgliederung
Bis 2010 war Othoni (zusammen mit den unbewohnten Inseln Kastrino und Ostrako) eine selbständige Gemeinde (griechisch κοινότητα kinotita) innerhalb der Präfektur Korfu, seit 2019 gehört sie zur neuen Gemeinde Kendriki Kerkyra ke Diapondia Nisia, wo es seither einen von acht Gemeindebezirken bildet.

## Geografie

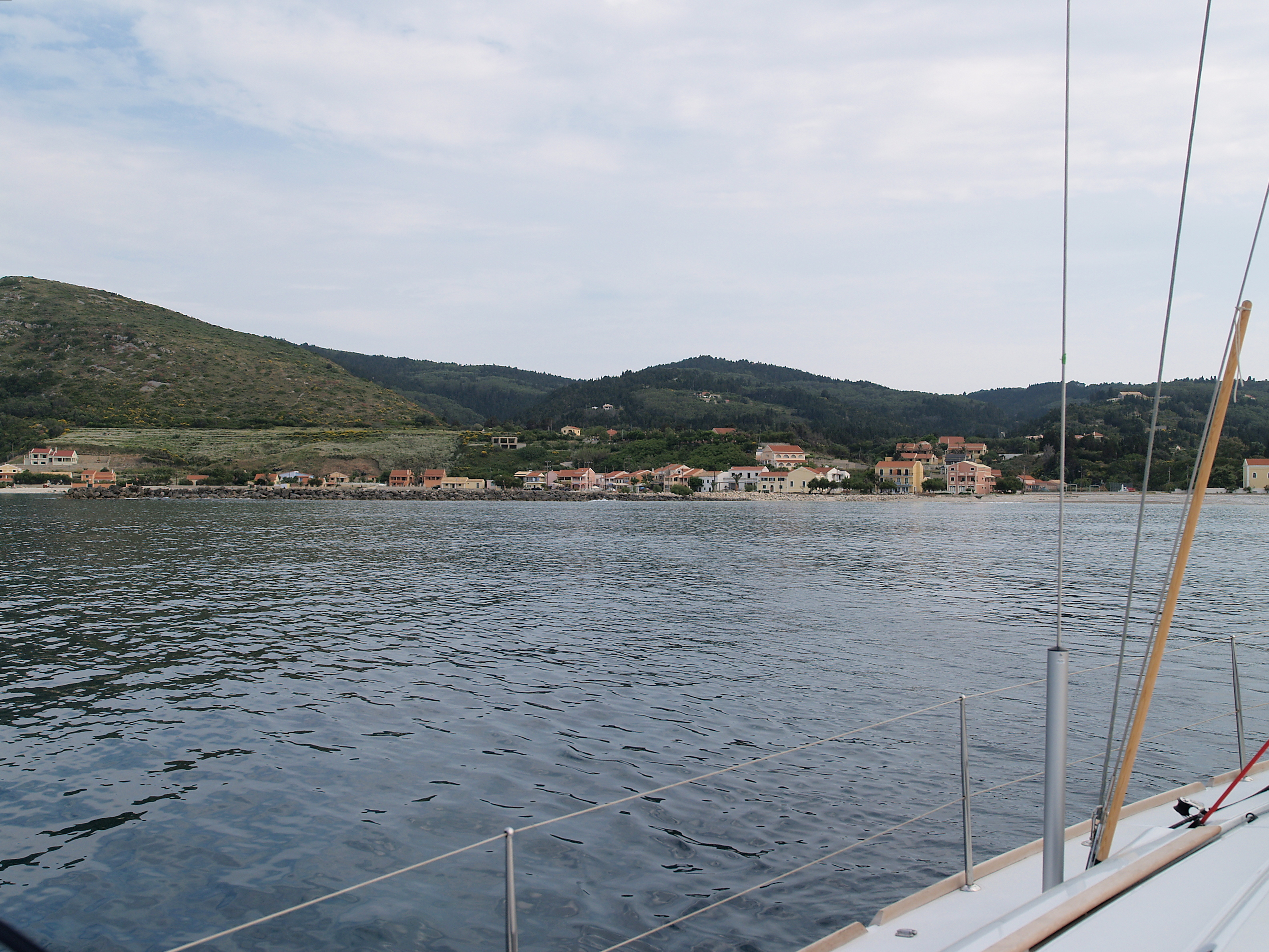
Ammos, ganz links die Hafenzufahrt

Othoni ist die westlichste Insel Griechenlands. Sie liegt etwas über 20 km nordwestlich von Korfu und knapp 78 km vom Kap Otranto der italienischen Halbinsel entfernt. Dem albanischen Festland liegt Othoni mit nur 30 km Entfernung deutlich näher als dem griechischen. 
Die Insel hat in Ost-West-Richtung eine Länge von 5,6 km bei einer Breite von 3,6 km. Mit 393 Metern ist der Berg Fano oder Merovigli die höchste Erhebung der Insel.
Zwar liegt die nahe Insel Errikousa 2 Gradminuten nördlicher (und liegen sowohl Festland als auch Inseln im Nordosten des Landes noch wesentlich nördlicher), doch ist Othoni die nordwestlichste und spannt dank dieser Eigenschaft zur Insel Kastelorizo im Südosten die mit 963 km größte Erstreckung von Griechenland auf.

## Wirtschaft
Die meisten Einwohner leben von der Landwirtschaft (hauptsächlich Olivenanbau) sowie von der Fischerei und dem sehr spärlichen Tourismus. Eine Fährverbindung besteht nach Korfu-Stadt (transportiert auch Autos) und nach Agios Stefanos, von den im Norden Korfus gelegenen Touristenorten werden auch Ausflugsfahrten angeboten.
Neben dem Hafenort Ammos gibt es noch den ehemaligen Hauptort Chorio sowie mehrere über die ganze Insel verteilte Siedlungen und Höfe.